# Доротеа (комуна)
Комуна Доротеа (швед. Dorotea kommun) — адміністративно-територіальна одиниця місцевого самоврядування, що розташована в лені Вестерботтен у північній Швеції.
Доротеа 31-а за величиною території комуна Швеції. Адміністративний центр комуни — місто Доротеа.

## Населення
Населення становить 2 797 чоловік (станом на вересень 2012 року). 
| Кількість населення комуни Доротеа за 1970-2010 роки | Кількість населення комуни Доротеа за 1970-2010 роки | Кількість населення комуни Доротеа за 1970-2010 роки | Кількість населення комуни Доротеа за 1970-2010 роки | Кількість населення комуни Доротеа за 1970-2010 роки |
| ---------------------------------------------------- | ---------------------------------------------------- | ---------------------------------------------------- | ---------------------------------------------------- | ---------------------------------------------------- |
| Рік                                                  |                                                      |                                                      | Населення                                            |                                                      |
| 1970                                                 | 1970                                                 |                                                      | 4 099                                                | 4 099                                                |
| 1975                                                 | 1975                                                 |                                                      | 3 966                                                | 3 966                                                |
| 1980                                                 | 1980                                                 |                                                      | 3 972                                                | 3 972                                                |
| 1985                                                 | 1985                                                 |                                                      | 3 821                                                | 3 821                                                |
| 1990                                                 | 1990                                                 |                                                      | 3 752                                                | 3 752                                                |
| 1995                                                 | 1995                                                 |                                                      | 3 617                                                | 3 617                                                |
| 2000                                                 | 2000                                                 |                                                      | 3 353                                                | 3 353                                                |
| 2005                                                 | 2005                                                 |                                                      | 3 082                                                | 3 082                                                |
| 2010                                                 | 2010                                                 |                                                      | 2 878                                                | 2 878                                                |
| Джерело: SCB                                         |                                                      |                                                      |                                                      |                                                      |

## Населені пункти
Комуні підпорядковано 1 міське поселення (tätort) та декілька сільських, більші з яких:
- Доротеа (Dorotea)
- Аватреск (Avaträsk)
- Сванабин (Svanabyn)
- Геґланд (Högland)
- Вестра Урмше (Västra Ormsjö)

## Галерея

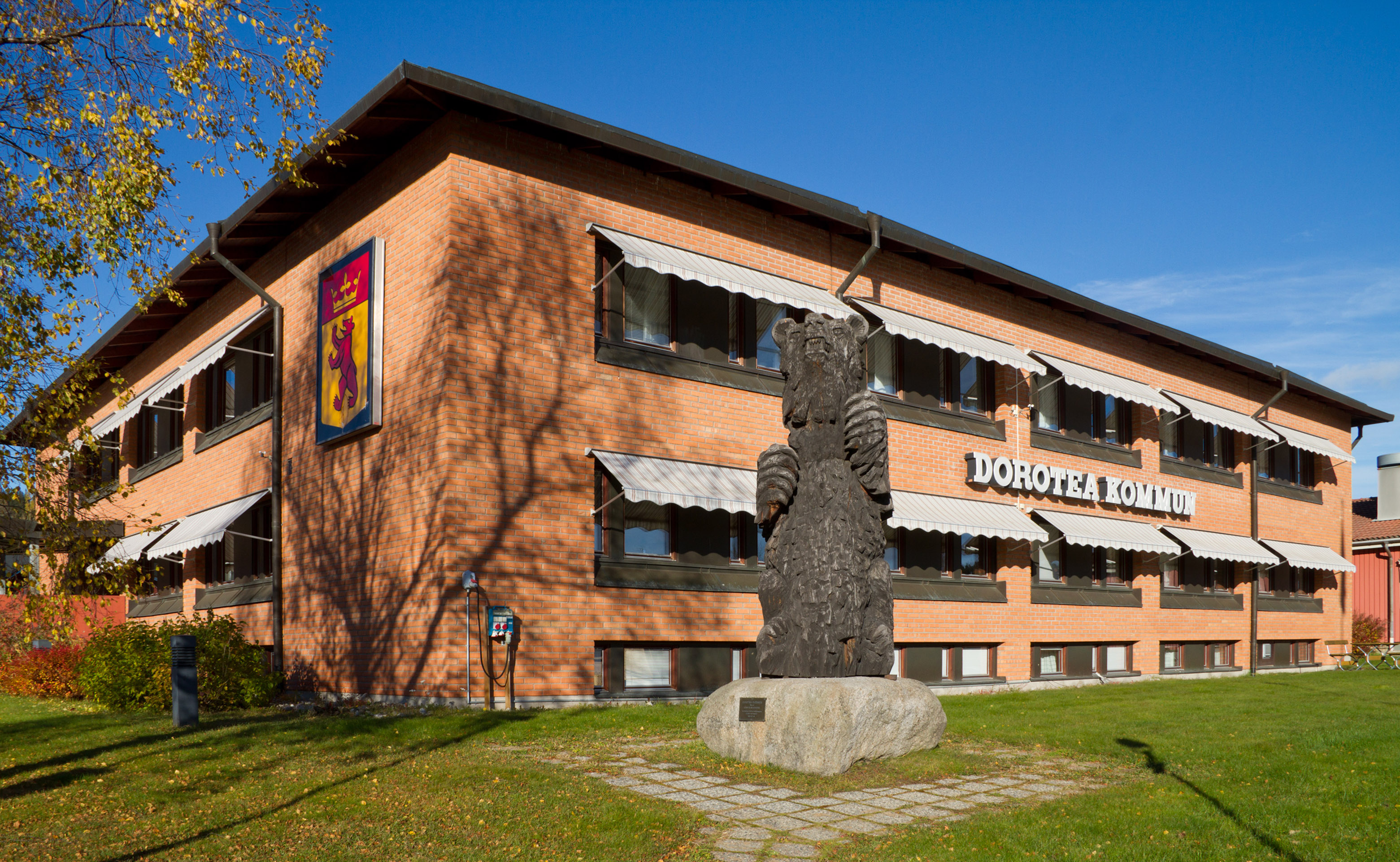
Управа комуни (Доротеа)
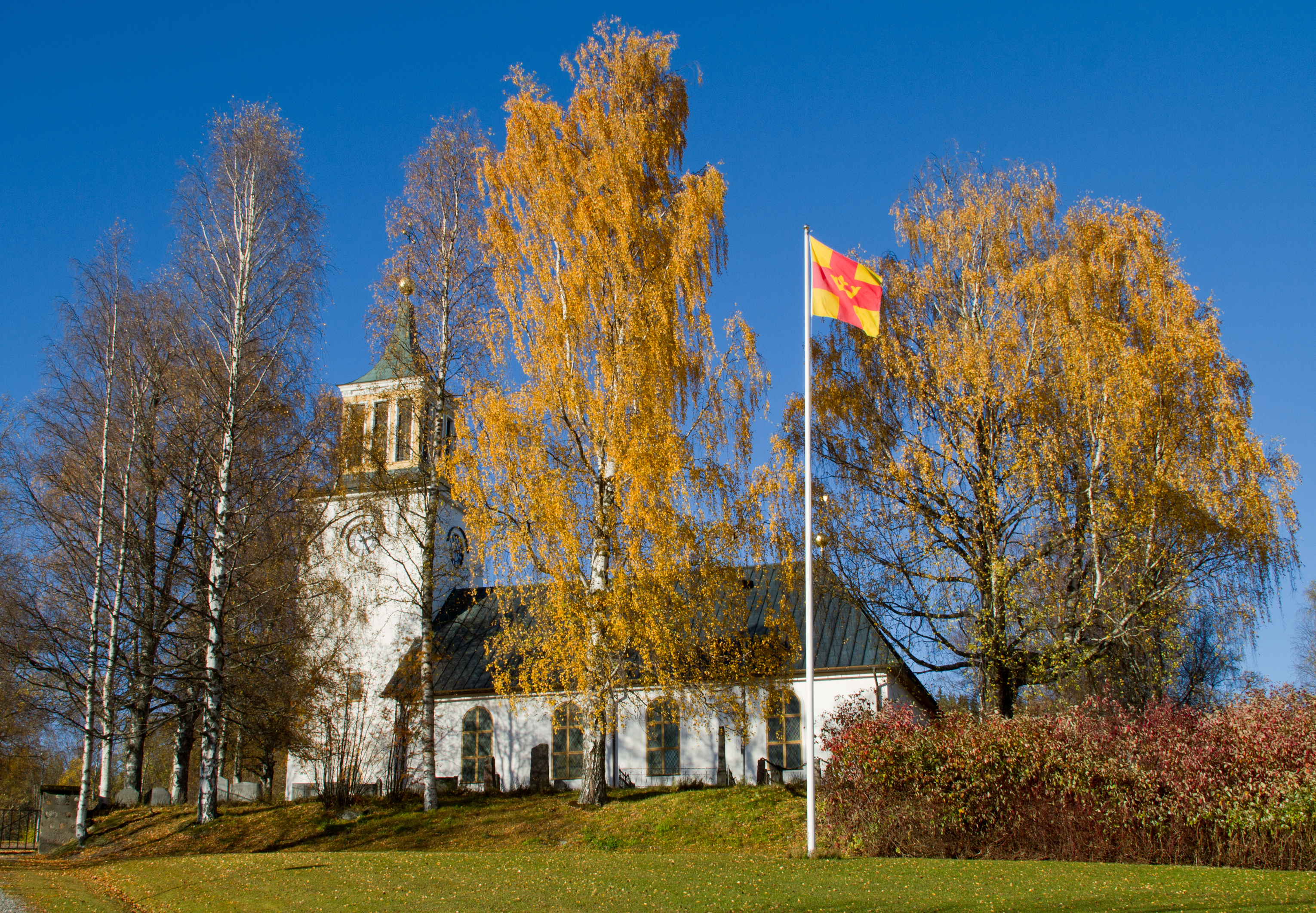
Церква (Доротеа)
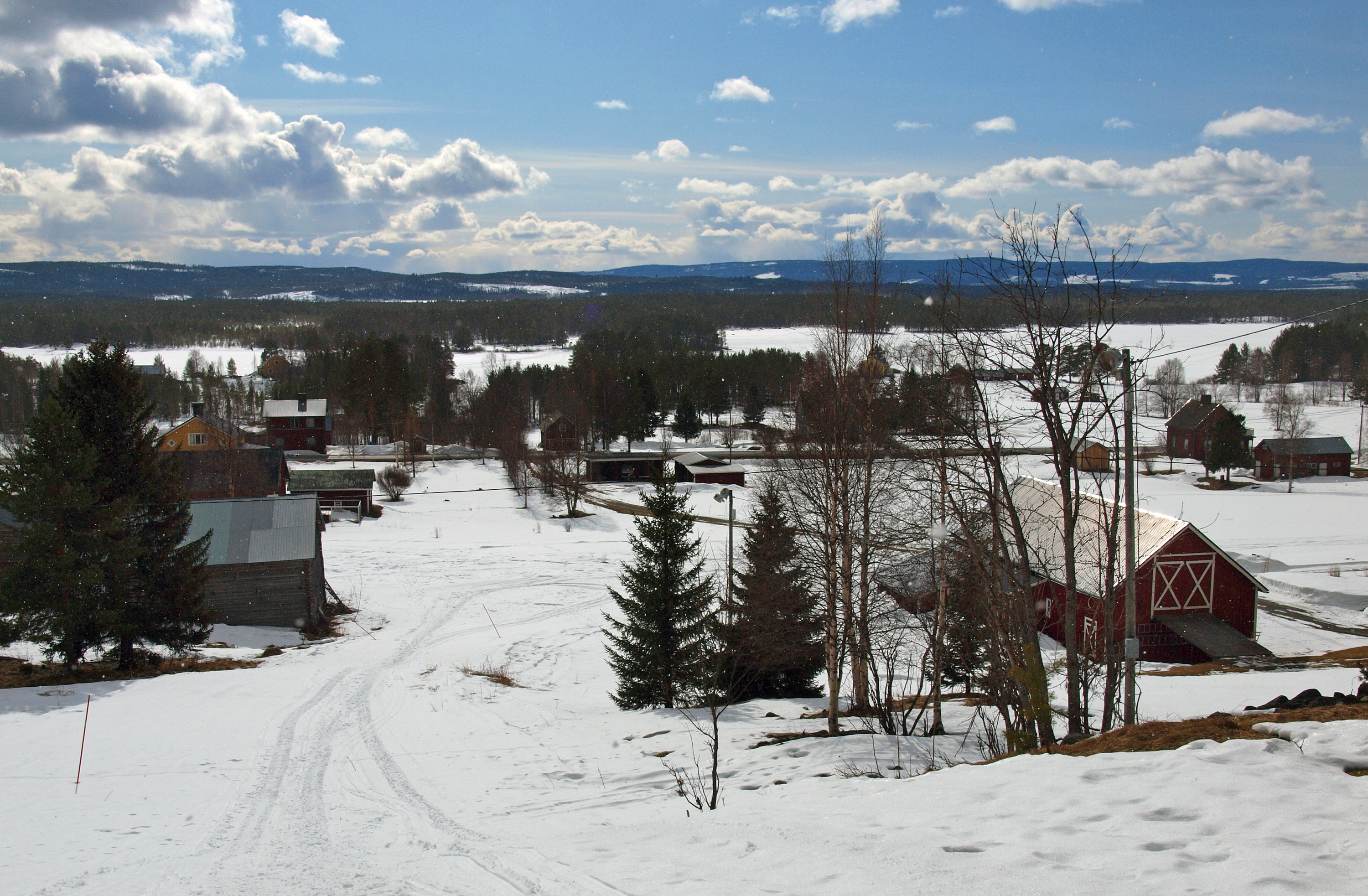
Село Аватреск

## Виноски
1. ↑  Folkmangd i riket, lan och kommuner (шв.) . Центральне бюро статистики Швеції. Архів оригіналу за 20 серпня 2013. Процитовано 11 лютого 2013.